# Uncinia lechleriana
Uncinia lechleriana är en halvgräsart som beskrevs av Ernst Gottlieb von Steudel. Uncinia lechleriana ingår i släktet Uncinia och familjen halvgräs. Inga underarter finns listade i Catalogue of Life.